# Cyrtandropsis nabirensis
Cyrtandropsis nabirensis är en tvåhjärtbladig växtart som beskrevs av Kanehira och Sumihiko Hatusima. Cyrtandropsis nabirensis ingår i släktet Cyrtandropsis och familjen Gesneriaceae. Inga underarter finns listade i Catalogue of Life.